# Cửa Lò (thị xã)
Cửa Lò là một thị xã cũ nằm ở phía đông nam tỉnh Nghệ An. Năm 2024, thị xã Cửa Lò được sáp nhập vào thành phố Vinh.
Ngày 1/7/2025, đơn vị hành chính Cửa Lò được tái thiết lập trong đợt Sáp nhập tỉnh thành Việt Nam 2025. Cửa lò là một phường thuộc tỉnh Nghệ An, Việt Nam

## Địa lý
Cửa Lò nằm ở phía đông nam tỉnh Nghệ An, cách sân bay Vinh 12 km. Cửa Lò nổi tiếng với bãi biển, khu nghỉ mát và cảng biển sầm uất.
Địa danh Cửa Lò từng là một đơn vị hành chính cấp huyện (Thị xã Cửa Lò) thuộc tỉnh Nghệ An có diện tích là 27,81 km² và dân số năm 2017 là 58.398 người.
Theo thống kê năm 2019, Cửa Lò có diện tích 27,81 km², dân số là 55.668 người, mật độ dân số đạt 2.002 người/km². Có 12% dân số theo đạo Thiên Chúa.

### Địa hình

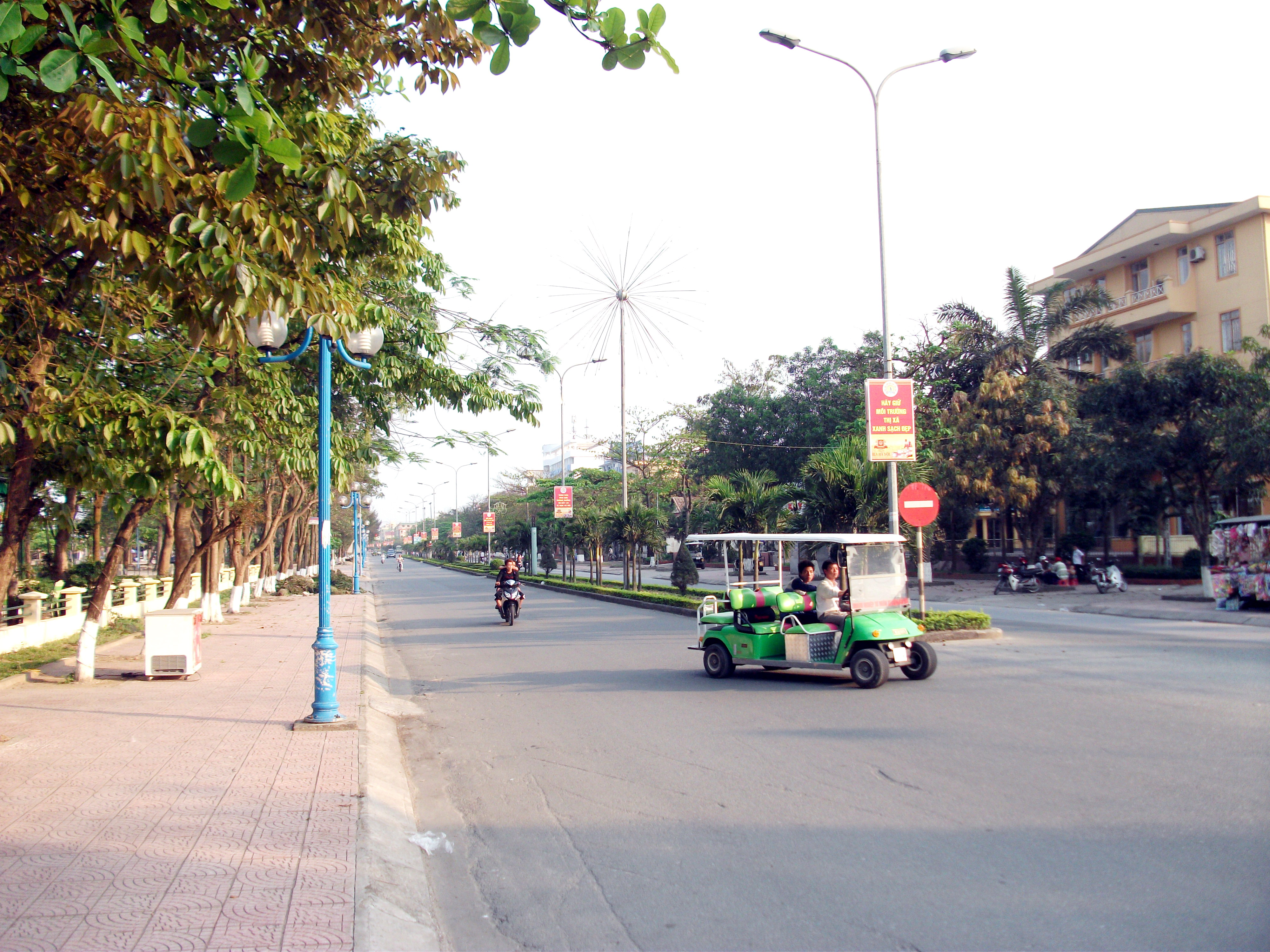
Trên đường Bình Minh tại trung tâm Cửa Lò

Địa hình tương đối bằng phẳng. Trên địa bàn thị xã có nhiều ngọn núi nhỏ, nhiều đảo và bán đảo tạo nên những cảnh quan kỳ thú. Cửa Lò được bao bọc bởi 2 con sông là sông Cấm ở phía Bắc và Sông Lam ở phía Nam. Nếu như ở phía Bắc là các ngọn núi nhô ra sát biển, tạo nên cảnh đẹp hùng vĩ thì ở phía Nam lại có rừng bần, có Sông Lam tạo nên cảnh hiền hòa, sâu lặng.

## Lịch sử
Dựa vào những di chỉ và dấu vết cổ sử - khảo cổ học, các nhà sử học thuộc Viện Sử học Việt Nam đã thống nhất rằng, từ xa xưa nơi đây là một trong nhiều địa điểm tụ cư của các nhóm dân có nguồn gốc Mã Lai - Đa Đảo (phản ánh trong truyền thuyết Sơn Tinh - Thủy Tinh). Cửa Lò thật ra là một địa danh Việt hóa từ Keluar hoặc Kuala (tiếng Malay: Bãi bồi có nhiều cát sỏi).
Ngày 29 tháng 8 năm 1994, Chính phủ ban hành Nghị định 113-CP năm 1994 về việc thành lập thị xã Cửa Lò thuộc tỉnh Nghệ An. Theo đó:
1. Tách toàn bộ diện tích tự nhiên và nhân khẩu của thị trấn Cửa Lò và 4 xã: Nghi Thu, Nghi Hương, Nghi Hòa, Nghi Hải; 50 ha diện tích tự nhiên và dân số 2.291 người của xã Nghi Quang thuộc huyện Nghi Lộc để thành lập thị xã Cửa Lò có diện tích tự nhiên 2.329 ha và dân số 37.712 người.
2. Thành lập phường Nghi Tân trên cơ sở diện tích tự nhiên 58 ha, dân số 6.800 người của thị trấn Cửa Lò và diện tích tự nhiên 50 ha, dân số 2.291 người của xã Nghi Quang. Phường Nghi Tân có diện tích tự nhiên 108 ha và có dân số 9.091 người.
3. Thành lập phường Thu Thủy trên cơ sở phần còn lại của thị trấn Cửa Lò gồm 98 ha diện tích tự nhiên và dân số 5.200 người.
4. Thành lập phường Nghi Thủy trên cơ sở diện tích tự nhiên 94 ha và dân số 5.400 người của thị trấn Cửa Lò
5. Thành lập phường Nghi Hòa trên cơ sở giữ nguyên diện tích tự nhiên 350 ha và dân số 3.000 người của xã Nghi Hoà
6. Thành lập phường Nghi Hải trên cơ sở giữ nguyên diện tích tự nhiên 387 ha và dân số 7.994 người của xã Nghi Hải
7. Sau khi thành lập, thị xã Cửa Lò có 7 đơn vị hành chính cấp xã trực thuộc, bao gồm 5 phường: Nghi Hải, Nghi Hòa, Nghi Tân, Nghi Thủy, Thu Thủy và 2 xã: Nghi Hương, Nghi Thu.

Ngày 12 tháng 3 năm 2009, Bộ Xây dựng ban hành 234/QĐ-BXD về việc công nhận thị xã Cửa Lò là đô thị loại III.
Ngày 30 tháng 9 năm 2010, chuyển 2 xã Nghi Hương và Nghi Thu thành 2 phường có tên tương ứng. Sau khi thành lập các phường, thị xã Cửa Lò có 2.781,43 ha diện tích tự nhiên và có dân số 70.398 người với 7 phường trực thuộc gồm: Nghi Hương, Nghi Thu, Nghi Tân, Nghi Thủy, Thu Thủy, Nghi Hải, Nghi Hòa.
Đến cuối năm 2023, thị xã Cửa Lò có 7 đơn vị hành chính cấp xã, gồm 7 phường: Nghi Hải, Nghi Hòa, Nghi Hương, Nghi Tân, Nghi Thu, Nghi Thủy, Thu Thủy. Lúc này Cửa Lò là thị xã duy nhất tại Việt Nam, chỉ có phường và không có xã.
Ngày 24 tháng 10 năm 2024, Ủy ban Thường vụ Quốc hội ban hành Nghị quyết số 1243/NQ-UBTVQH15 về việc sắp xếp đơn vị hành chính cấp huyện, cấp xã của tỉnh Nghệ An giai đoạn 2023–2025 (nghị quyết có hiệu lực từ ngày 1 tháng 12 năm 2024). Theo đó, sáp nhập toàn bộ 29,09 km2 diện tích tự nhiên và dân số 77.813 người của thị xã Cửa Lò vào thành phố Vinh và trở thành địa danh trực thuộc Thành phố Vinh.
Ngày 1/7/2025, đơn vị hành chính Cửa Lò được tái thiết lập trong đợt Sáp nhập tỉnh thành Việt Nam 2025. Cửa lò là một phường thuộc tỉnh Nghệ An, Việt Nam. Phường được hình thành trên cơ sở sáp nhập các phường Nghi Hải, Nghi Hòa, Nghi Hương, Nghi Tân, Nghi Thu, Nghi Thủy và Thu Thủy của thành phố Vinh (Phường Cửa Lò trước đây là thị xã Cửa Lò cũ thuộc tỉnh Nghệ An) 

## Kinh tế - xã hội

### Kinh tế
Từ khi thành lập cho đến khi giải thể, tốc độ tăng trưởng kinh tế hàng năm đạt tốc độ khá cao, đặc biệt trong giai đoạn 2005 - 2010 đạt 18 - 20%. Kinh tế Cửa Lò phát triển chủ yếu là du lịch và dịch vụ. Lượng khách du lịch đến với Cửa Lò năm 2010 đạt 1.850.000 lượt khách (trong đó khách quốc tế đạt 3000 lượt). Doanh thu từ hoạt động du lịch, khách sạn năm 2010 đạt 725 tỷ đồng. Năm 2011 với việc khai thác du lịch đảo Ngư, Cửa Lò hy vọng thu hút trên 2 triệu lượt khách.

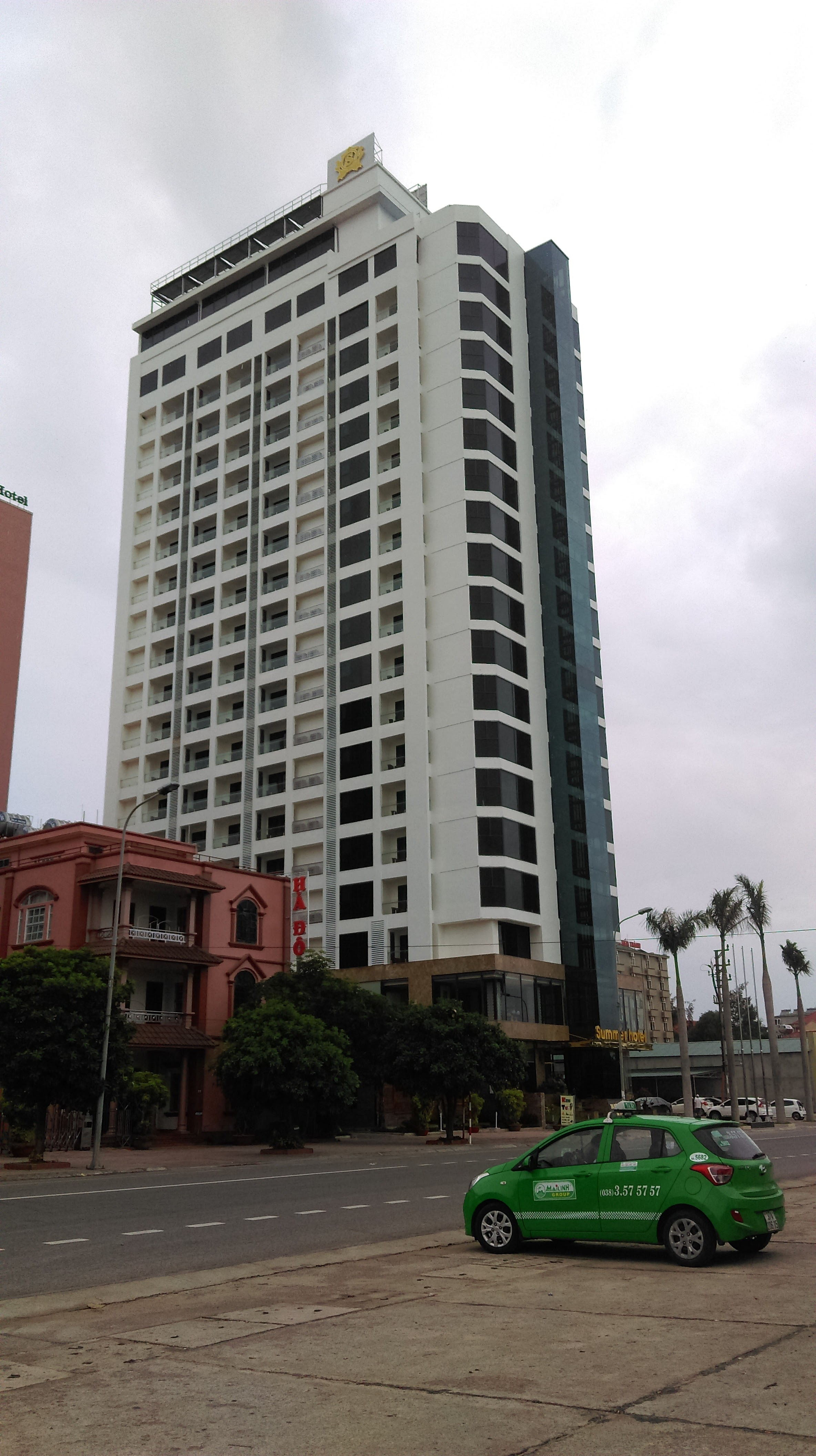
Một khách sạn dọc biển Cửa Lò

- Cảng Cửa Lò là cảng biển loại I Quốc gia, là đầu mối giao thông vận tải của khu vực các tỉnh Bắc Trung bộ, trung chuyển hàng hóa đi sang phía Bắc Thái Lan. Sản lượng hàng hóa thông qua cảng năm 2011 đạt khoảng 2 triệu tấn. Cảng hiện có 4 cầu cảng đang khai thác. Các cầu cảng 5 và 6 đang được xây dựng để nâng công suất lên 5 - 6 triệu tấn/năm.
- Cảng nước sâu Cửa Lò: Nhằm nâng cao năng lực của Cụm cảng Cửa Lò, Cảng nước sâu Cửa Lò đã được khởi công xây dựng ngày 7/12/2010 tại xã Nghi Thiết cách cảng Cửa Lò 5 km về phía Bắc. Cảng có tổng vốn đầu tư 490,7 triệu USD với 12 bến cỡ tàu 30.000 – 50.000 DWT và 100.000 DWT cập bến thuận tiện. Chiều dài tuyến bến 3.260m, chiều dài tuyến luồng 6 km, đê chắn sóng dài 2.550 m, tường bến dài 1.510 m. Cảng này có công suất 17 triệu tấn/năm.
- Khu công nghiệp Cửa Lò có diện tích là 40,55 ha nằm trên Quốc lộ 46 nối Vinh và cảng Cửa Lò và đường Sào Nam, nằm cách cảng Cửa Lò 3 km và Sân bay Vinh 7 km. Hiện nay đã có một số nhà máy đã đi vào hoạt động như nhà máy sữa Vinamilk, nhà máy bánh kẹo Tràng An...

### Giáo dục
- Trường Đại học Công nghệ Vạn Xuân
- Trường Cao đẳng nghề Du lịch
- Trường Trung cấp du lịch miền Trung
- Trường Đại học Xây dựng Hà Nội - Phân hiệu 2 (Đang triển khai)
- Học viện Kiểm toán Việt Nam (Đang triển khai)

Thị xã Cửa Lò có các Trường Trung học phổ thông: Cửa Lò 1, Cửa Lò 2, Trung tâm Giáo dục thị xã 2. Nhiều trường Trung học cơ sở và Tiểu học tại các khu phố của Thị xã.

### Các khu đô thị và khu du lịch lớn

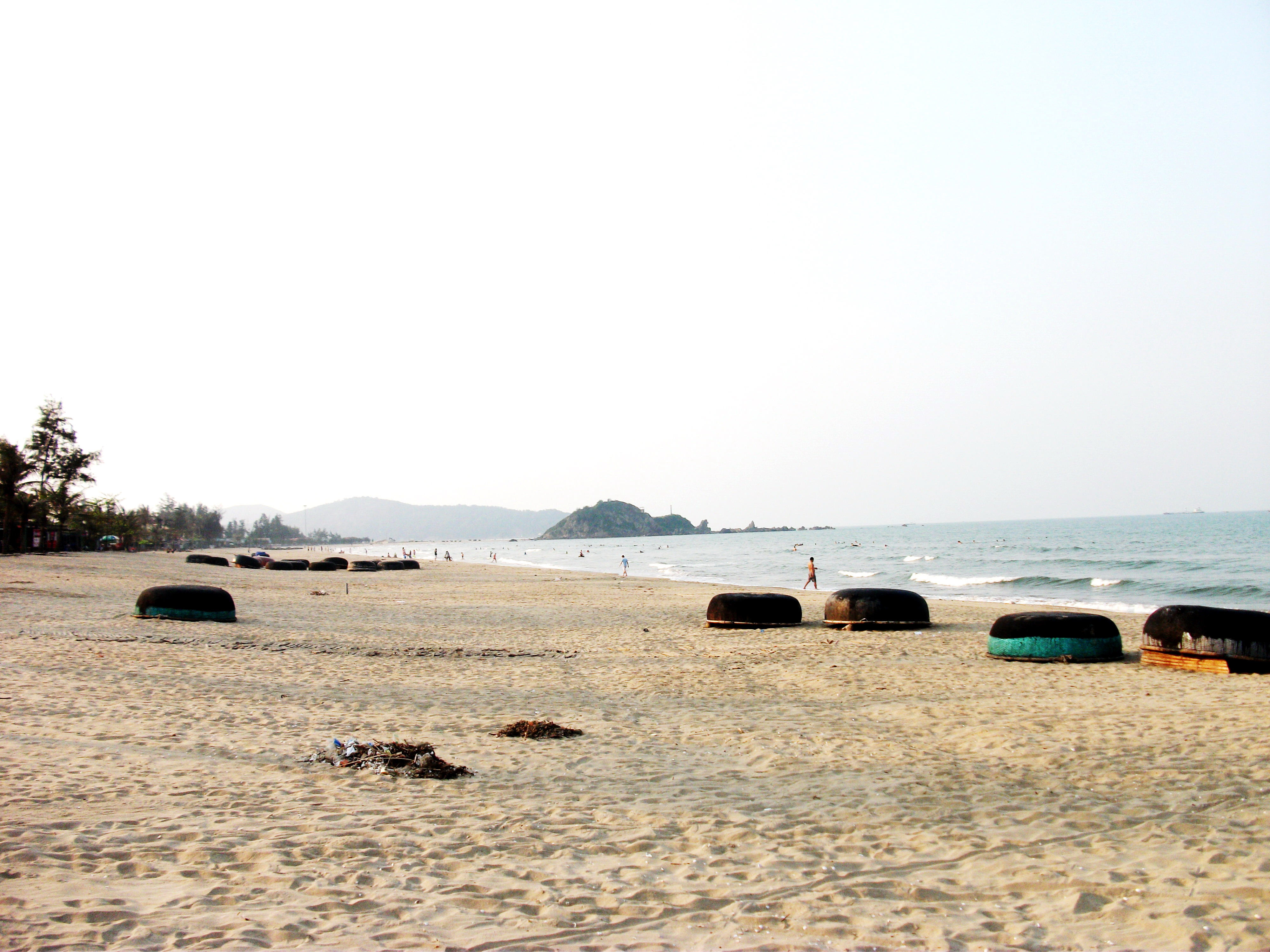
Trên bãi biển tại trung tâm Cửa Lò

- Khu du lịch Dầu khí Cửa Lò: Phường Nghi Hải (Cửa Lò) cách trung tâm phố cửa lò  3 km về phía Nam do Công ty CP Đầu tư Dầu khí Cửa Lò thực hiện, với diện tích 27,15 ha, bao gồm các khu chức năng như villa, khu nhà nghỉ cao cấp ven biển, khách sạn cao tầng và hội tảo, khu sinh vật biển, khu mua sắm. Tổng số vốn đầu tư là 1.005 tỷ, dự án khởi công vào quý 1 năm 2011 và hoàn thành năm 2016.
- Cửa Lò Golf Resort: Nằm trên đường Bình Minh thuộc phường Nghi Hương, phố Cửa Lò, có diện tích 133 ha là một tổ hợp gồm các hạng mục sân golf 18 lỗ tiêu chuẩn quốc tế; khách sạn 5 và 3 sao với hơn 700 phòng, khu biệt thự, khu vui chơi giải trì biển, nhà câu lạc bộ nhìn ra Biển Đông
- Khu resort dầu khí và dịch vụ thương mại tổng hợp: Có quy mô 25ha, nằm trên địa bàn phường Nghi Thủy, tiếp giáp đảo Lan Châu sẽ là khu dịch vụ đa dạng, khu nghỉ dưỡng, khu khám phá thiên nhiên có đường dạo quanh đảo với biển xanh, cát trắng
- Chung cư Lộc Châu

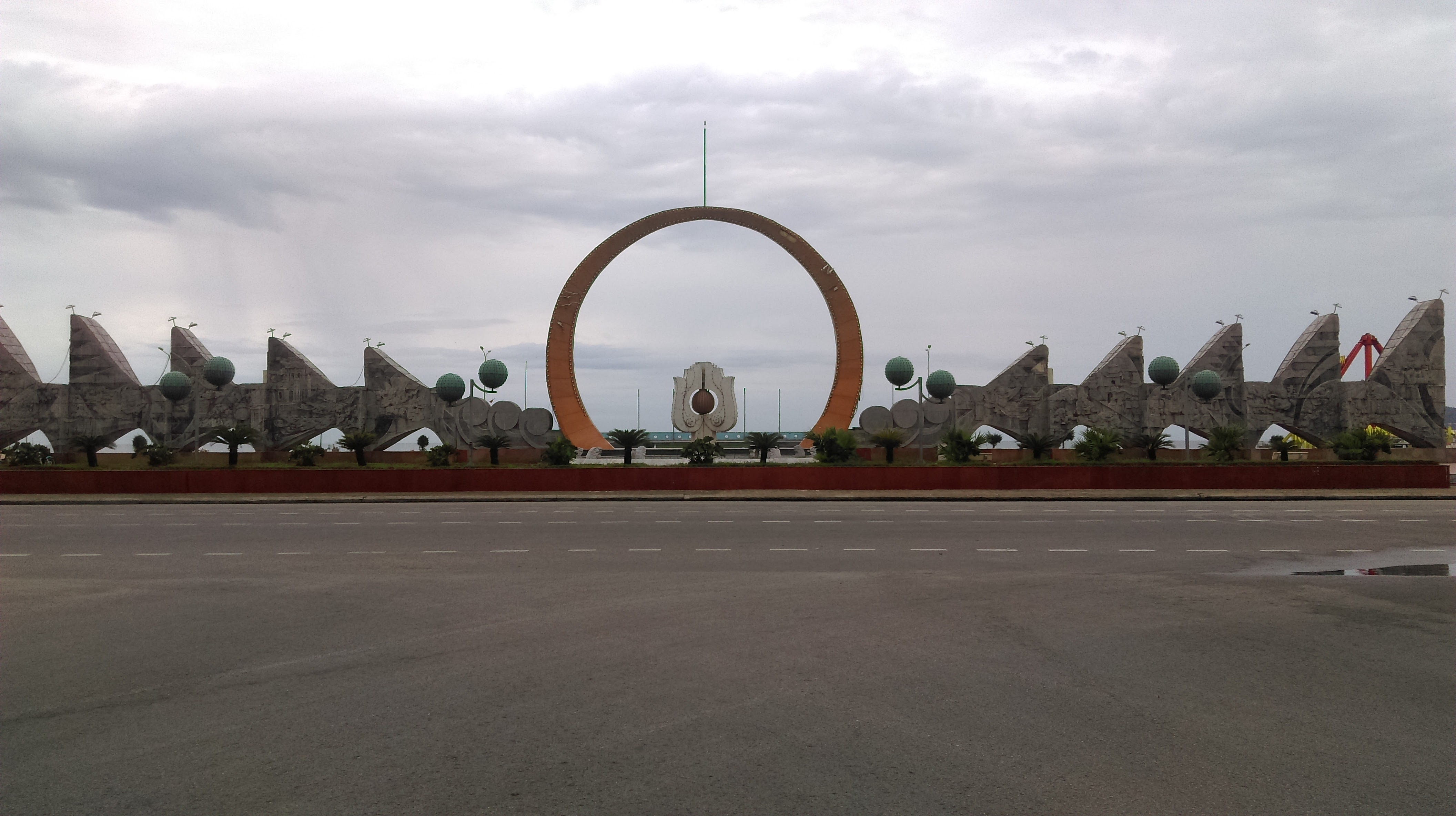
Quảng trường Bình Minh

- Khu du lịch sinh thái Hải Thịnh nằm cách Cửa Lò 7 km, nằm giữa mũi Gà và mũi Rồng (đang khảo sát)
- Khu du lịch đảo Lan Châu, nằm trên bán đảo Lan Châu gần trung tâm Thị xã Cửa Lò thuộc phường Nghi Thủy bao gồm 01 Khách sạn Lan châu đạt tiêu chuẩn 5 sao, hệ thống nhà hàng Lan châu trên bán đảo lan châu hướng ra biển.
- Khu tổ hợp Thương mại và du lịch đảo Ngư đang khai thác đội tàu cao tốc đưa khách ra thăm đảo Hòn ngư.
- Tổ hợp khu nghỉ dưỡng, vui chơi giải trí và khách sạn 5 sao Vinpearl Cửa Hội do tập đoàn Vingroup làm chủ đầu tư khởi công vào năm 2016
- Khách sạn Lan châu
- Khách sạn Mường Thanh Cửa Lò.

## Du lịch

### Các địa điểm du lịch
Tất cả các phường này đều tiếp giáp với biển. Hiện nay trung tâm du lịch vẫn tập trung ở các phường Thu Thủy, Nghi Hương và Nghi Thu và đang mở rộng xuống khu vực Cửa Hội (Nghi Hòa và Nghi Hải). Phường Nghi Thủy còn được biết đến với cái tên "làng chài" do khách du lịch quen gọi và đây là nơi tập trung các chợ hải sản phục vụ cho du lịch  cửa lò .
Các điểm du lịch ở  Cửa Lò

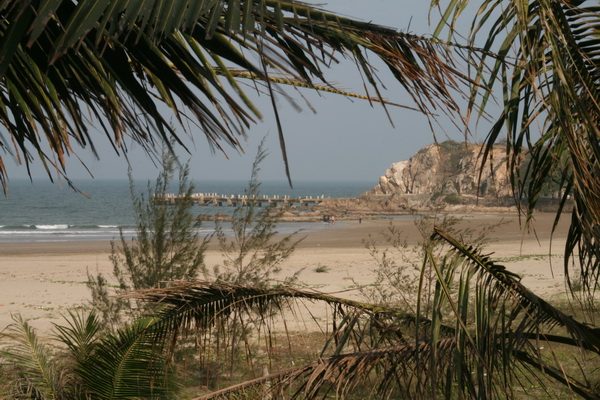
Đảo Lan Châu và biển

Trong dân gian, Cửa Lò còn lưu giữ được một truyền thuyết cổ tích: "Nàng Tố Nương mỏi mắt trông chồng" nói về hòn đảo này. Tố Nương quê ở vùng An Lạc, Sơn Tây. Chồng Nàng quê ở Hàm Hoan, nay là xứ Nghệ An. Vợ chồng đều là tướng lĩnh của Hai Bà Trưng. Khi cuộc khởi nghĩa bị đàn áp, vợ chồng lưu lạc mỗi người một nơi. Tố Nương quyết định dong buồm về Hàm Hoan tìm chồng. Gần đến nơi, không may thuyền bị phong ba dạt vào đảo Quỳnh Nhai. Đến đây, nàng không còn sức lực và phương tiện để vào đất liền được nữa, đành phải ở lại trên đảo, ngày đêm gián mắt nhìn vào quê chồng. Đảo Mắt - Nhãn Sơn có tên từ đó. Đảo Mắt là vị trí tiền tiêu quan trọng để bảo vệ sự bình yên cho đất liền. Trên Đảo có rừng xanh với nhiều loài chim biển, khỉ, dê, lợn rừng...là tiềm năng du lịch sinh thái đa dạng thu hút du khách.
- Đảo Hòn Ngư

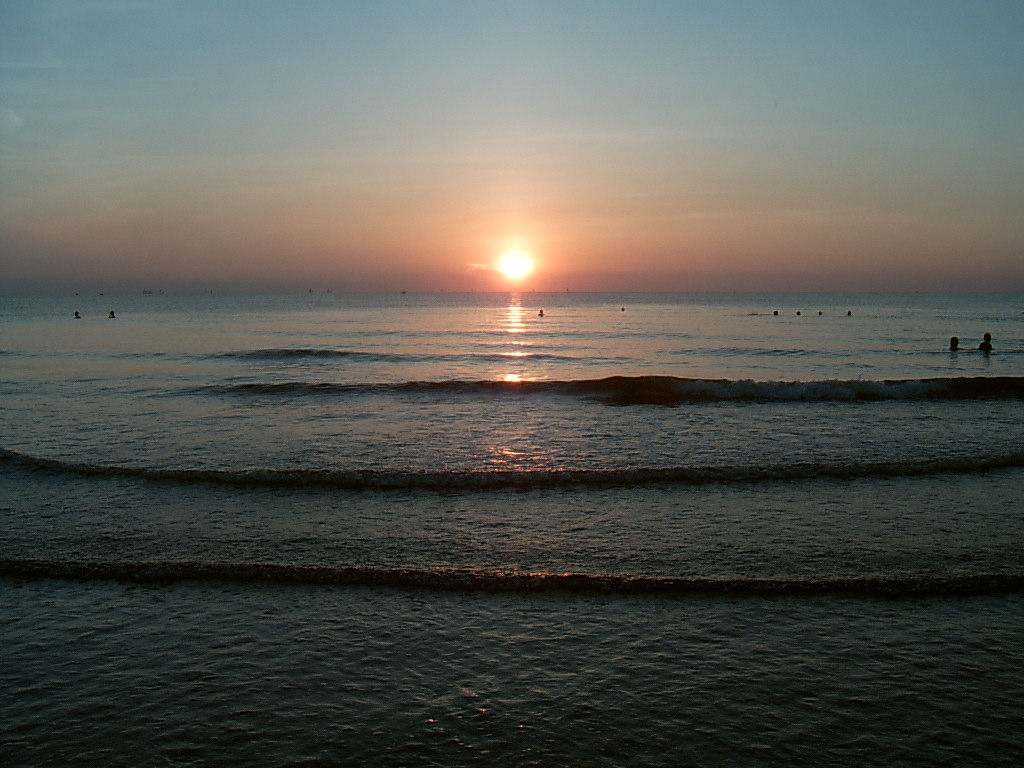
Bình minh trên bãi biển Cửa Lò

Song Ngư là hòn Đảo nằm cách đất liền hơn 4 km. Đảo gồm hai hòn lớn nhỏ. Hòn lớn cao 133m, hòn nhỏ cao 88m so với mặt nước biển. Phan Huy Chú viết trong sách "Lịch triều hiến chương loại chí": Núi Song Ngạn ở cửa bể Hội Thống...giống như hình hai con cá, tục gọi là núi Song Ngư, người địa phương đơn giản gọi nó là Đảo Ngư hay Hòn Ngư. Muốn nhìn sõ toàn cảnh của Hòn Ngư ta phải đứng từ bến sông. Sông Cửa Lò nhánh chính xuất phát từ nhánh tây, chảy qua Hương Vận, Phan Thanh. Sau khi chia nước cho Kênh Nhà Lê, sông băng qua đường Thiên lý, nay là Quốc lộ 1 ở Cầu Cấm rồi chảy giữa Rú Đầu Voi và Rú Cấm, ra đến gần biển thì gặp rú Dung, tiếp đến là rú Làng Khô ở bờ Bắc nên sông uốn dòng chảy về phía nam rồi đổ ra biển.

### Đảo Lan Châu
Hiện nay, UBND Tỉnh đồng ý cho Thị xã Cửa Lò tiến hành dự án làm cầu tàu du lịch tại đảo Lan Châu và Đảo Ngư để kịp phục vụ cho năm Du lịch Nghệ An 2005.
Đảo Lan Châu nằm ngay sát bờ biển, tiếng địa phương còn gọi là Rú Cóc, vì đảo có hình dáng như một con cóc khổng lồ đang vươn mình ra biển khơi. Đảo Lan Châu chia bãi tắm Cửa Lò thành hai khu vực riêng biệt. Điều đặc biệt là khi thủy triều lên, tất cả chân đảo chìm dưới nước biển, khi thủy triều xuống, phía tây hòn đảo nối với đất liền thành bán đảo. Phía đông là những vách đá lô nhô trải dài ra phía biển, do sự bào mòn của gió và sóng tạo cho những hòn đá này có những hình thù kỳ thú. Trên đỉnh cao của đảo có lầu nghinh phong của vua Bảo Đại, từ vị trí này có thể quan sát toàn cảnh Thị xã, cảng Cửa Lò và phóng tầm mắt ra biển khơi bao la.
Hiện nay, Đảo Lan Châu đang được quy hoạch thành khu du lịch cao cấp và thể thao nước, sắp tới nơi đây sẽ được xây dựng cầu tàu phục vụ khách du lịch tham quan Đảo Ngư, Đảo Mắt và các tuyến du lịch biển. Cửa Lò được Tổ chức Du lịch thế giới (WTO) đánh giá là một trong những bãi tắm lý tưởng nhất Việt Nam:Với chiều dài gần 10 km, được bao bọc bởi hai con sông ở hai đầu, độ dốc thoải đều, nước biển trong xanh, sóng vừa phải, độ mặn thích hợp là những đặc điểm mà không phải bãi tắm nào cũng có. Bãi tắm Cửa Lò chia thành ba bãi nhỏ: Bãi tắm Lan Châu (ở phía Bắc), Bãi tắm Xuân Hương (ở giữa) và Bãi tắm Song Ngư (ở phía Nam). Hiện nay, khu vực khai thác du lịch chủ yếu ở Bãi tắm Xuân Hương. Vì vậy tiềm năng bãi biển Cửa Lò còn rất lớn. Trong tương lai, hai bãi tắm còn lại sẽ được đầu tư xây dựng các du án du lịch cao cấp như: khu resort, thể thao nước, Công viên thế giới tuổi thơ, Khu liên hiệp du lịch-thương mại-thể thao, Làng văn hoá các dân tộc Việt Nam, Bảo tàng hải dương học... Khi các dự án này đi vào hoạt động sẽ đưa du lịch Cửa Lò hoạt động quanh năm, tăng thêm thu nhập, giải quyết nhiều việc làm cho người dân  .

### Khu du lịch sinh thái Cửa Hội
Khu du lịch sinh thái Cửa Hội được thành lập năm 2000 trên diện tích 5ha, nằm ẩn mình dưới rừng phi lao xanh mát. Khu du lịch sinh thái có dịch vụ ăn uống hải sản biển, nghỉ nhà sàn riêng biệt, câu cá hồ nước ngọt, tắm biển...Đây là địa điểm nghỉ mát lý tưởng cho những ai muốn thoát khỏi không khí ồn ào, náo nhiệt của chốn thị thành. Đặc biệt từ vị trí này, du khách có thể nhìn Đảo Ngư với hai hòn nối tiếp nhau, giải thích vì sao, đảo còn có tên là Song Ngư. Tương lai không xa, khu du lịch sinh thái Cửa Hội được quy hoạch nằm trong phần đất của dự án Làng du lịch văn hoá các dân tộc Việt Nam tại Cửa Lò. Khi dự án này đi vào hoạt động sẽ góp phần giữ gìn và phát huy bản sắc văn hoá xứ Nghệ, kéo dài thời gian lưu trú của du khách, tạo nên một điểm nhấn quan trọng cho du lịch Cửa Lò.

### ĐảoHòn Ngư
Đảo nằm ngoài biển, cách bờ hơn 4 km. Đảo gồm hai hòn lớn nhỏ. Hòn lớn cao 133m, hòn nhỏ cao 88m so với mặt nước biển.Diện tích 2,5 km², thuận tiện cho việc du lịch tham quan. Trên đảo có Bãi Chùa, chùa được xây dựng ở thế kỷ thứ XIII có Chùa và Vườn chùa; Chùa có chùa Thượng, chùa Hạ, mỗi Chùa có 3 gian lợp ngói âm dương; Các xà hạ khắc chạm các vật Tứ linh (Long, Ly, Quy, Phượng) rất đẹp và rất linh thiêng; Vườn chùa có nhiều cây xanh mọc tự nhiên như: Đại, Mưng, Dưới (trong Vườn chùa hiện có 02 cây Dưới cổ thụ) và 01 giếng nước ngọt gọi là Giếng Ngọc. Sân chùa có 2 cây Lộc Vừng khoảng 700 năm tuổi.

### Cửa Hội
Cách Cửa Lò 5 km dọc theo bãi biển. Cửa Hội là chính nơi con sông Lam đổ ra biển, nơi đây có biển, có sông. Từ nơi này có nhìn thấy Hòn Ngư trực diện nhất. Khu vực này bạt ngàn rặng phi lao, biển ở đây vẫn còn hoang sơ, tĩnh lặng khác hẳn với không khí náo nhiệt ở Cửa Lò.
Từ Cửa Hội có thể đi dọc theo đường ven Sông Lam đi qua rừng Chàm Hưng Hoà (nơi có một thảm thực vật, động vật phong phú gồm nhiều loài chim và bò sát) đến Núi Quyết, Bến Thủy hoặc đi theo tỉnh lộ 535 khoảng 10 km là đến trung tâm  Vinh.

### Sông Cấm
Sông Cấm chảy phía Bắc của Thị xã cửa lò , hai bên bờ sông núi non nối tiếp nhau như ôm lấy dòng sông để đưa dòng sông về với biển lớn, tạo nên phong cảnh hữu tình. Bên tả ngạn dòng sông có núi lớn đầu núi hướng ra biển tựa như đầu rồng gọi là núi Rồng (Long Sơn) với màu sáng tươi, phía cuối núi nơi sát biển có một giếng nước ngọt trong xanh, không bao giờ cạn còn gọi là Mắt Rồng được nhân dân thường lấy nước về để tế lễ thần linh. Bên hữu ngạn đối diện Long Sơn là Lô Sơn (núi Lò) là Lò của trời đấy nên rất linh thiêng.

### Chùa Lô Sơn
Tên chữ là Phổ Am Tự, chùa nằm trên địa bàn khối 6, phường Nghi Tân phía bắc Cửa Lò tựa lưng vào núi Lô Sơn, chùa được dựng từ thời Lê, cảnh chùa trang nghiêm, thanh tịnh. Trong chùa có Xá lợi Đức bổn sư Thích Ca và xá lợi các thánh tăng. Ngoài ra còn có nhiều cây cổ thụ lớn lâu năm như Cây Đại có tuổi hơn 420 năm; Cây Mít có tuổi hơn 360 năm, Cây Nhãn hơn 260 năm;

### Các tour du lịch chính
- Cửa Lò - Sông Lam - Vinh - Quê Bác
- Cửa Lò - Vinh - Quê hương đại thi hào Nguyễn Du - Chùa Hương Tích
- Cửa Lò - Vườn quốc gia Phù Mát - tháp Khe Kèm
- Cửa Lò - Đền thờ Vạn Lộc - Bãi Lữ - Đền Cuông
- Du thuyền vãn cảnh đảo Lan Châu - Động Rùa - Đảo Tiên

## Quy hoạch

### Nội vùng
Hình thành quy hoạch các đường phố theo dạng ô bàn cờ: gồm các đường song song và các đường dẫn thẳng ra các bãi biển, trung tâm chính sẽ nằm ở các phố Nghi Thu và Nghi Hương.
Đang đẩy mạnh việc triển khai các dự án đầu tư du lịch như: sân golf, khu du lịch cao cấp, khu resort, trường đại học, cao đẳng. Xây dựng hạ tầng phát triển du lịch như: Đảo Ngư, đảo Lan Châu và các công trình khác.

### Ngoại vùng
Các tuyến đường hiện tại:
- Đường Cửa Lò - Cửa Hội - Sông Lam - Bến Thủy - Hưng Nguyên - Nam Đàn.
- Đường Cửa Lò - Cửa Hội - Vinh
- Đường Cửa Lò - Quán Bánh - Vinh
- Đường Quán Hành - Cửa Lò
- Đường Nam Cấm - Cửa Lò.

Thuận lợi cho khách du lịch từ Hà Nội và các tình phía Bắc đến với Cửa Lò hoặc từ Cửa Lò đến với miền tây xứ Nghệ với các thắng cảnh nổi tiếng như Vườn quốc gia Pù Mát, thác Khe Kèm, hoặc đi theo Quốc lộ 7 sang Lào với Cánh đồng Chum, cố đô Luang Prabang nổi tiếng.
Trong tương lai, sẽ có thêm trục đường Vinh - Cửa Lò dài 11,5 km, rộng 16,5 m gắn kết nhanh hơn 2 đô thị là Vinh và Cửa Lò để sau đó Cửa Lò sáp nhập vào Vinh - đô thị loại I.
Xây dựng Cầu Cửa Hội nối Cửa Lò với Nghi Xuân, đường ven biển Nghi Sơn - Cửa Lò, nâng cấp đường 46 đi quê Bác, Tân Kỳ - Cửa Lò, lúc đó sẽ tạo nên một chuỗi các đô thị du lịch, thương mại, công nghiệp liên hoàn, đáp ứng được yêu cầu ngày càng cao của các du khách trong và ngoài nước.